# 南海大学城站
南海大学城站是佛山地铁3号线的一个车站，位于中国广东省佛山市南海区金虹路侧。该站于2024年8月23日启用。

## 车站结构

### 车站楼层

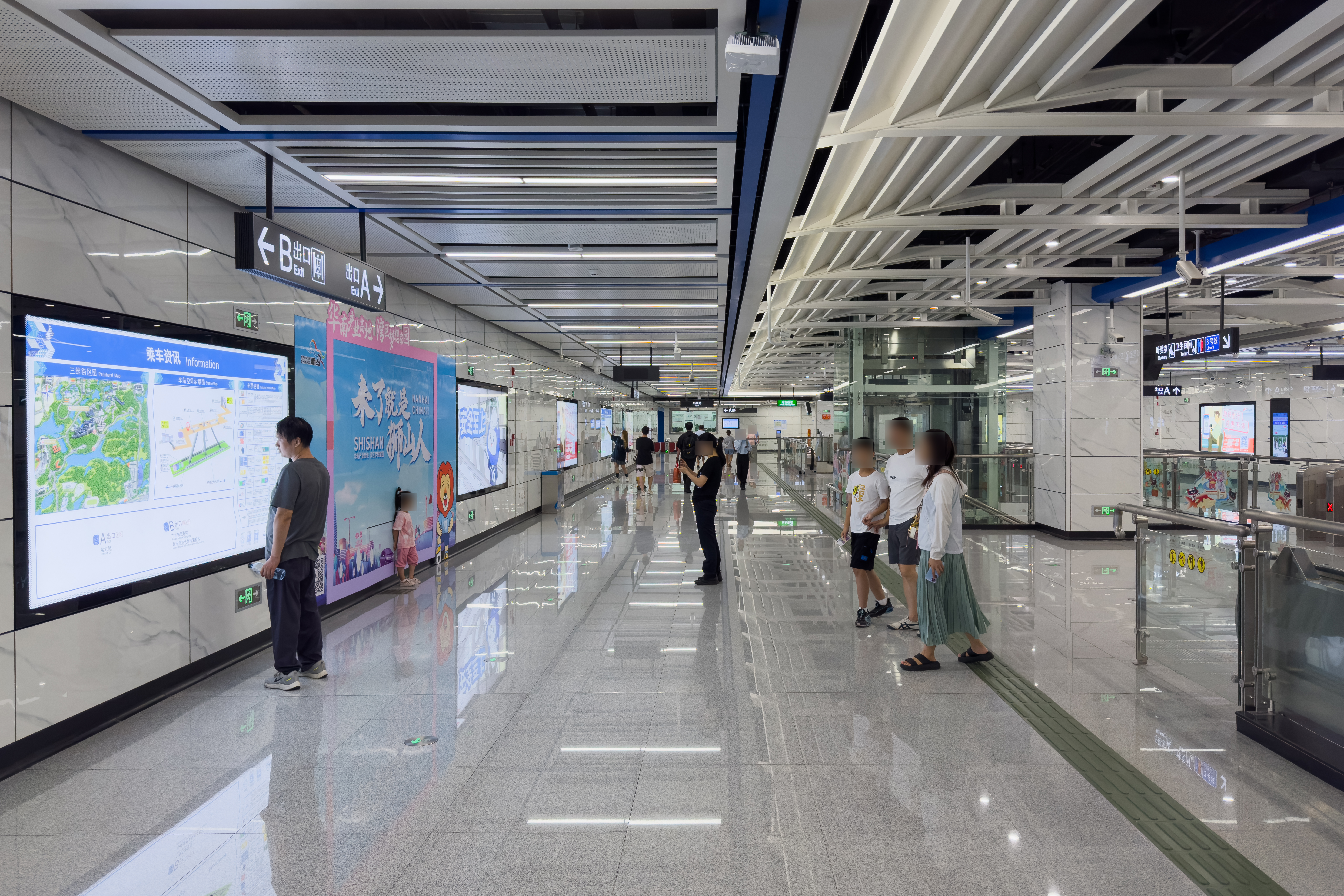
站厅

本站为地下三层岛式车站，总长182m，标准段宽度20.1m，基坑深度23.4-26.2m。
| 地下一层 | 站厅     | 售票机、客服中心、商店、警务室、安检设施 |  |  |
| 地下二层 | 设备层   | 车站设备                                 |  |  |
| 地下三层 | 1 站台   | █3号线 佛山大学方向（下站：佛山大学）    |  |  |
|          | 岛式站台 |                                          |  |  |
|          | 2 站台   | █3号线 联和方向（下站：博爱中路）        |  |  |

### 站台
本站设有一个岛式站台，位于金虹路的地底。

### 出入口
本站初期设有A、B两个出入口供乘客进出，分布于金虹路南北两侧。
|                                           |                                                       |      |          |                                                                                            |
| 編號                                      | 设施                                                  | 照片 | 出口指示 | 建議前往的目的地                                                                           |
| A                                         | 盲道标志 · 扶手电梯标志                               |      | 金虹路   |                                                                                            |
| B                                         | 盲道标志 · 无障碍通道标志 · 升降机标志 · 扶手电梯标志 |      | 金虹路   | 广东东软学院、华南师范大学南海校区、华南师范大学（南海校区）公交车站、生活二区路口公交车站 |
| 註： 設有 \| 設有 \| 設有 \| 設有扶手電梯 |                                                       |      |          |                                                                                            |

## 历史
3号线在初期规划时，北端以大学城站为终点站。但线路在2012年获批时以本站以南的狮山站（现博爱中路站）为终点站。其后于2013年时终点往北延长，恢复设置本站，当时计划作为高架站建设。2015年，3号线规划变更，线路仍然有设置本站。2019年，本站由高架站变为地下站。2022年，本站定名为南海大学城站。
2021年9月25日，本站围护结构地下连续墙闭合；2022年4月28日，本站全面封底；2022年8月5日，车站的主体结构顺利封顶。
2024年8月23日，本站随3号线“联和至佛山大学”段开通而启用。